# کارلوس والنزوئلا
کارلوس والنزوئلا (انگلیسی: Carlos Valenzuela؛ زادهٔ ۲۲ آوریل ۱۹۹۷) بازیکن فوتبال اهل آرژانتین است.
از باشگاه‌هایی که در آن بازی کرده‌است می‌توان به باشگاه فوتبال راسینگ کلوب آویاندا اشاره کرد.
وی همچنین در تیم ملی فوتبال زیر ۲۳ سال آرژانتین بازی کرده‌است.
وی در مسابقات کشوری و بین‌المللی در مجموع برندهٔ ۱ مدال طلا شده‌است.